# Cameron megye (Texas)
Cameron megye az Amerikai Egyesült Államokban, azon belül Texas államban található. Megyeszékhelye és legnagyobb városa Brownsville. Lakosainak száma 421 017 fő (2020. április 1.). Cameron megye Willacy, Matamoros és Hidalgo megyékkel határos.

## Népesség
A megye népességének változása:
| Lakosok száma | 407 677 | 412 745 | 415 551 | 417 276 | 422 156 | 421 017 |
|               | 2010    | 2011    | 2012    | 2013    | 2015    | 2020    |